# Aedan McGrath
P. Aedan McGrath SSC, (* 22. Januar 1906; † 25. Dezember 2000) getauft auf William Aedan McGrath, war ein irischer Kolumbaner-Missionspriester in China. McGrath war in der Legion Mariens aktiv und wurde durch seine Arbeit in China als Missionar bekannt, die schließlich zu seiner Inhaftierung durch die Volksrepublik China führte. Nachdem er China verlassen hatte, setzte McGrath seine Arbeit mit der Legion Mariens und seine missionarische Tätigkeit im Vereinigten Königreich, in den Vereinigten Staaten, in Kanada und auf den Philippinen fort.

## Frühes Leben und priesterliches Wirken
McGrath wurde am 22. Januar 1906 in Drumcondra, Dublin, als Sohn von William, einem Anwalt, und Gertrude McGrath geboren. Sein Vater wurde 1920 vor dem eigenen Haus erschossen, möglicherweise von Hilfspolizisten in den Wirren des irischen Unabhängigkeitskrieges. Die Familie übersiedelte nach London, aber als er sich für den Priesterberuf entschied, trat Aedan dezidiert in die irische Missionsgesellschaft von St. Columban (Maynooth Mission to China) ein und wurde 1929 zum Priester geweiht. Im Jahr 1930 wurde er als Missionar nach Tsigngiany in Nordchina geschickt, um im Auftrag der Legion Mariens zu arbeiten. Er war zunächst in einer Gemeinde in T'sien Kiang stationiert, und seine Arbeit führte zur Entwicklung von sechs Zweigstellen der Legion. McGrath wurde während des Zweiten Weltkriegs von den Japanern verschleppt, erhielt aber 1947 den Auftrag, das Laienapostolat durch die Legion zu entwickeln. Seine Arbeit wurde von der kommunistischen Regierung aufs Heftigste bekämpft. In den folgenden Jahren gründete McGrath Gemeinden in Shanghai, Peking, Tiensin, Kanton, Kweiling und Hongkong. Er war in Chunking tätig, als die Kommunisten die Kontrolle über diese Stadt übernahmen und McGrath weitere Aktionen untersagt wurden, obwohl er dann nach Shanghai zurückkehrte und seine Mission fortsetzte.

## Gefängnis
Nach der kommunistischen Gründung der Volksrepublik China im Jahr 1949 wurde die Legion Mariens zu einer verbotenen Organisation deklariert. Ihr Gründer, Frank Duff, wurde zum „reaktionären Hüter der Interessen der herrschenden Klasse“ erklärt. Pater McGrath erlitt Repressalien wegen seiner Arbeit mit der Legion. Im September 1951 wurde er in Shanghai für zwei Jahre und acht Monate inhaftiert, verbrachte die meiste Zeit in Einzelhaft und wurde gefoltert. 1954 wurde er aus China ausgewiesen und kehrte nach Irland zurück, wo er bei seiner Ankunft unter anderem von Präsident Sean T. O’Kelly, Taoiseach Eamon De Valera und John A. Costello im Nationalstadion begrüßt wurde. Seine Missionserfahrungen in China wurde international bekannt.

## Späteres Leben
Pater McGrath kehrte nach 1954 nicht wieder nach China zurück, aus Angst, seine chinesischen Freunde zu gefährden. Stattdessen förderte er zehn Jahre lang die Legion Mariens in England und arbeitete dann 12 Jahre lang in den USA und Kanada. 1979 wurde Pater McGrath von den Columbanern und der Legion gebeten, eine Mission in Manila zu gründen.
Pater Aedan McGrath kehrte im Jahr 2000 nach Irland zurück und nahm im Dezember an seinem letzten Präsidiumstreffen in der Legion Mariens teil. Er starb am Weihnachtstag 2000, einen Monat vor seinem 95. Geburtstag, und ist auf dem Columban-Dalgan-Friedhof begraben. In seinem Nachruf nannte ihn die Irish Times „eine der Koryphäen der missionarischen Columban-Patres“.

## Veröffentlichungen
- Father W. Aedan McGrath. Theresa Marie Moreau (Hrsg.): Perseverance Through Faith: A Priest's Prison Story.
- Father W. Aedan McGrath, Fr. Eamonn McCarthy and Michael Walsh. From Navan to China: The Story of a „Chinese Irishman“.